# Chameleon (Computerspiel)
Chameleon ist ein Stealth-Computerspiel, das von Silver Wish Games entwickelt und 2005 von Take 2 Interactive veröffentlicht wurde. Das Spiel wurde nie für den westlichen Markt herausgegeben, sondern nur in einer kleinen Anzahl von osteuropäischen Ländern (Tschechien, Russland, Polen).

## Handlung
Die Geschichte spielt in den 1980er Jahren und der Spieler schlüpft in die Rolle eines ungenannten ehemaligen CIA-Agenten, auf der Suche nach der persönlichen Rache für den Mord an seinen Eltern, die in der US-Botschaft in Nicaragua arbeiteten und die, als er noch ein Teenager war, vor seinen Augen von einem mysteriösen Scharfschützen getötet wurden.
Die Jagd nach dem Mörder und den Anstiftern führt ihn auf riskante Missionen in der ganzen Welt, zum Teil an ungewöhnliche Orte wie eine IRA-Terroristenbasis in Nordirland, Albanien, das sowjetische Moldawien, den Libanon auf dem Höhepunkt des Bürgerkriegs, Kuba und Afghanistan während des Konflikts zwischen der Roten Armee und den Mujaheddin.

## Spielprinzip
Das Spiel ist ein Stealth-Computerspiel, in dem man den Spieler aus einer Verfolgerperspektive sieht, und entfaltet sich durch mehrere lineare, aber sehr abwechslungsreiche Missionen, die hauptsächlich Aufgaben wie Infiltration, Beschaffung von Informationen und am Ende die Tötung einiger Zielpersonen beinhalten.
Einige Aspekte des Spiels sind anderen Klassikern des Genres entlehnt: So erinnern das Verstecken von Feinden und die städtischen Umgebungen, in denen man sich in Zivilkleidung bewegt, an Hitman, während der Stealth-Mechanismus, der hauptsächlich auf dem Grad der Lichtexposition basiert, dem von Splinter Cell ähnelt. Es ist möglich, sich lautlos an Feinde heranzuschleichen und sie entweder mit einem bloßen Handgriff oder mit einem Taser zu neutralisieren.
Ein heimliches Vorgehen ist nicht unbedingt erforderlich, wird aber in den meisten Missionen aufgrund der Überzahl der Feinde und der begrenzten Verfügbarkeit von Munition empfohlen; eine sehr geringe Anzahl von Missionen kann jedoch nur durch das Erschießen aller Feinde im Shooter-Modus bewältigt werden. Die Ausrüstung ist typisch für Spionage und umfasst einen Dietrich, ein Nachtsichtgerät, ein Fernglas, ein optisches Kabel und eine Mini-Kamera. Als Waffen stehen hauptsächlich eine Desert Eagle, ein Colt M1911, eine MP5, eine AK-47, ein Dragunow-Scharfschützengewehr und eine kleine Armbrust zur Verfügung.
Die Grafik-Engine des Spiels ist die LS3D Engine, die auch für Mafia und Hidden & Dangerous 2 verwendet wurde.

## Versionen
Die ursprüngliche Version des Spiels enthielt den StarForce-Kopierschutz der, wenn es auf Windows 7 oder später installiert wird, sogar das Hochfahren des Betriebssystems irreparabel beschädigen kann.
In der späteren Version Kolekce Klasiky Distribution des Spiels fehlte diesen Kopierschutz.
Ein inoffizieller kostenloser Patch wurde veröffentlicht, der die Menüs des Spiels ins Englische übersetzt, die sonst nur in den Sprachen der osteuropäischen Länder verfügbar sind, in denen das Spiel veröffentlicht wurde.

## Rezeption
Das Spiel hatte wenig Resonanz, da es nur in Osteuropa erschien. Es besäße eine ganz besondere Atmosphäre, die später auch in die Mafia: Definitive Edition transportiert wurde.